# Gabriel de La Porte du Theil
François-Jean-Gabriel de La Porte du Theil, né à Paris en 1742 où il est mort en 1815, est un historien français.

## Biographie
Une traduction de l’Orestie d’Eschyle, avec des notes, publiée en 1770 fit admettre du Theil à l’Académie des inscriptions et belles-lettres la même année.
En 1775, il donna la traduction des Hymnes de Callimaque et, l’année suivante, il se rendit en Italie, en qualité de membre du comité des Chartes, établi pour la recherche des monuments historiques.
Après plusieurs années de séjour, il en rapporta dix-sept à dix-huit mille pièces, la plupart propres à jeter un nouveau jour sur l’histoire générale de l’Europe, dans les XIIIe et XIVe siècles. Un grand nombre de ces pièces sont imprimées dans le Recueil des chartes, actes et diplômes relatifs à l’histoire de France, dont il a paru, en 1791, 3 vol. in-fol. (les deux derniers sont entièrement dus à du Theil).
Ce savant, nommé membre de l’Académie reconstituée en 1795, exécuta encore plusieurs travaux importants, et fut nommé conservateur de la Bibliothèque nationale.
La Porte du Theil a publié, de concert avec Rochefort, une nouvelle édition du Théâtre des Grecs, par le père Brumoy, en y insérant sa traduction des tragédies d’Eschyle, et il a laissé incomplets ou inédits plusieurs autres ouvrages ; ainsi la mort l’a empêché de terminer sa traduction de Strabon, dont il était chargé avec Gosselin et Coray.
On a de lui un grand nombre de mémoires dans les recueils de l’Académie des inscriptions et belles-lettres, et dans les notices et extraits des manuscrits de la Bibliothèque du roi.

### Source / bibliographie
- Philippe Le Bas, France. Dictionnaire encyclopédique, t. 10, Paris, F. Didot frères, 1843, p. 60-61.
- François Fossier, "La mission à Rome de Gabriel de La Porte du Theil", in Boll. di storia patria romana, 2020.